# حسینیه ناظم (عمارت ناظم)
حسینیه ناظم (عمارت ناظم) مربوط به دوره قاجار است و در یزد، ابتدای خیابان سلمان، محله پشت گازرگاه واقع شده و این اثر در تاریخ ۵ تیر ۱۳۷۸ با شمارهٔ ثبت ۲۳۹۵ به‌عنوان یکی از آثار ملی ایران به ثبت رسیده است.